# 孔懿
孔懿（?—?），东晋时鲁郡人。孔子二十五代孫，孔羡玄孙，孔震曾孙，孔嶷之孙，孔撫之子。
孔懿在父亲孔抚死后袭封奉圣亭侯，六十一岁去世，埋葬在曲阜孔林孔子墓西侧。儿子为孔鮮。《晋书》和《宋书》记载当时孔继之袭封奉圣亭侯，元嘉八年（431年），宋文帝剥夺了孔继之的奉圣亭侯爵位，并非孔懿。根据孔继涑分析，可能是北魏所封崇圣侯孔靈珍，追尊自己的曾祖父孔懿为嫡裔奉圣亭侯，而正史记载的东晋南朝所封的孔亭、孔靖之、孔继之等数人，子孙不嗣，家乘失传。
| 前任： 孔撫 | 东晋奉圣亭侯 ？ | 繼任： 孔鮮 |

## 参看
- 孔子
- 孔子世家大宗世系
- 孔子世系
- 孔子世家大宗世系图
- 孔子世家总世系图 (中兴祖前)